# Генріх фон Пітрайх
Барон Генріх фон Пітрайх (нім. Heinrich Freiherr von Pitreich, 10 листопада 1841 — 13 грудня 1920) — австро-угорський воєначальник, військовий міністр Австро-Угорщини в 1902—1906. Барон.

## Родина
Прадід Генріха фон Пітрайха — доктор юридичних наук Міхаель Пітрайх Старший (1710—1775, зведений у дворянське достоїнство в 1765) — відомий адвокат, який працював в Граці, Зальцбурзі та Секау, радник консисторії, з 1769 — декан Грацького університету. Дід, Йозеф (1751—1809, з 1791 — лицар), Надвірний радник при Верховному суді. Батько, Вінсент Пітрайх (1798-1869), Надвірній радник, служив у Верховному Суді, депутат ландтагу Каринтії. Брати — Антон і Август займали високі посади в судовій системі. Сини — Гуго і Максиміліан — високопоставлені офіцери.

## Військова кар'єра
Генріх фон Пітрайх в 1859 році закінчив Інженерну академію. З 1866 — офіцер Генерального штабу, займався модернізацією фортець Кракова і Лемберга. З 1871 — капітан Генерального штабу, з 1876 служив в Оперативному управлінні. У 1878 отримав чин майора, в 1882 — підполковника. У 1883 очолив 5 відділ Генерального штабу. З 1885 — полковник, начальник канцелярії військового міністра.
У 1891 отримав чин генерал-майора. Одночасно був призначений у війська, командував 24 дивізією, розквартированою в Перемишлі. У 1895 став фельдмаршал-лейтенантом.
З 1896 — заступник начальника Генерального штабу, організував ряд великих загальновійськових маневрів.
19 грудня 1902 року призначений загальноімперським військовим міністром. У 1903 за пропозицією імператора був запропонований новий гарнізонний статут, відповідно до якого від офіцерів військової частини вимагалося знати мову підданих, з яких вона сформована. Пропозиція викликала неприйняття німецькомовного офіцерства і в результаті 16 вересня 1903 був опублікований імператорський указ про уніфікацію в армії, який торкнувся і угорських гонведів. Це викликало найбільшу кризу у відносинах між двома частинами імперії з часів Австро-угорської угоди. Генеральний штаб готувався до використання військової сили проти Угорщини. Сам Пітрайх був прихильником збереження єдиної командної мови в армії, однак пропонував ввести інші послаблення для угорців, зокрема, допустити угорську мову в військових судах. Вступив в конфлікт з спадкоємцем престолу ерцгерцогом Францом Фердинандом, під його тиском був змушений подати у відставку. Призначений командиром 63-го піхотного полку, незабаром вийшов на пенсію. Помер 13 січня 1920 року у Відні.
На посту глави військового міністерства був відомий як реформатор, приділяв велику увагу переозброєння артилерії, сприяв прийняттю на озброєння кулеметів.

## Твори
- Die Einheit der osterreichisch-ungarischen Armee: militar-politische Betrachtung eines alten Soldaten aus dem Ungarischen., C.W. Stern, Wien, 1905
- Meine Beziehungen zu den Armeeforderungen Ungarns verbunden mit der Betrachtung dermaliger internationaler Situation, Braumüller, Wien, 1911
- Entgegnung auf den Festgruss des Professors Dr. Hermann Oncken zur Gedächtnisfeier an die Leipzigerschlacht: («Neue Freie Presse» vom 17. Okt. 1. J.), Seidel, Wien, 1913